# Алмохади
Алмохади (на берберски: ⵉⵎⵡⴻⵃⵃⴷⴻⵏ;на арабски: الموحدون) е мюсюлманска берберска династия, която разпростира своето влияние в Северна Африка и Иберия през XII и XIII век.
Теологията им се гради на тълкуването на исляма на Мухамад ибн Тумарт, който основава алмохадското движение сред племената Масмуда в Южно Мароко. В основата на теологията на Алмохадите стои догмата за таухид – съвършената природа на бога. Около 1120 г. Алмохадите основават берберска държава в Тинмел в Атласките планини. Те успяват да свалят управляващата Мароко Алморавидска династия към 1147 г., когато Абд ал-Мумин покорява Маракеш и се провъзгласява за халиф. След това те разширяват влиянието си в цял Магреб към 1159 г. Ал-Андалус скоро също бива покорен и цяла Ислямска Иберия е попада под властта на Алмохадите към 1172 г.
Господството на Алмохадите в Иберия продължава до 1212 г., когато Мухамад ибн Якуб ан-Насир е победен в битката при Лас Навас де Толоса в Сиера Морена от съюз между християнските принцове на Кастилия, Арагон, Навара и Португалия. Не след дълго са загубени почти всички мавритански доминиони в Иберия, като Кордоба и Севиля са завладени от християните съответно през 1236 г. и 1248 г.
Алмохадите продължават да властват в Африка до постепенната загуба на територията си чрез бунтове на племена и райони, в които се издигат техните врагове, Маринидите, през 1215 г. Последният владетел от династията, Абу Дабус, притежава само Маракеш, където е убит от роб през 1269 г. Маринидите превземат Маракеш, слагайки край на Алмохадското господство в Западен Магреб.

## Халифи от династията
- Абд ал-Мумин 1130 – 1163
- Абу Якуб Юсуф 1163 – 1184
- Якуб ал-Мансур 1184 – 1199
- Мохамед ан-Насир 1199 – 1213
- Абу Якуб Юсуф II 1213 – 1224
- Абдул-Вахид I 1224
- Абдалла ал-Адил 1224 – 1227
- Абу Закария ал-Мутасим 1227 – 1235
- Абу Ала ал-Мамун 1227 – 1232
- Абд ал-Вахид ар-Рашид 1232 – 1242
- Али Абул-Хасан ас-Саид 1242 – 1248
- Умар ал-Мустафик 1248 – 1266
- Абу Дабис 1266 – 1269